# Pienivesi
Pienivesi är en sjö i Finland. Den ligger i kommunen Pertunmaa i landskapet Södra Savolax, i den södra delen av landet, 170 km nordost om huvudstaden Helsingfors. Pienivesi ligger 107,13 meter över havet. I omgivningarna runt Pienivesi växer i huvudsak blandskog. Den är 9,56 meter djup. Arean är 8,44 kvadratkilometer och strandlinjen är 53,68 kilometer lång. Sjön  ingår i Kymmene älvs huvudavrinningsområde. 